# Indapamid
Indapamid je benzamid-sulfonamid-indol. On je tiazidu sličan diureti, mada ne sadrži tiazidni prsten. Koristi se za tretiranje hipertenzije, kao i dekompenzovane srčane insuficijencije. On je u prodaji pod imenom Lozol.

## Spoljašnje veze
|  | Molimo Vas, obratite pažnju na važno upozorenje u vezi sa temama iz oblasti medicine (zdravlja). |